# Campeonato femenino sub-17 de la CAF de 2024
El Campeonato femenino sub-17 de la CAF de 2024 es el torneo que decide que naciones africanas asistirán a la Copa Mundial Femenina de Fútbol Sub-17 de la FIFA. Es la IX versión.
Las jugadoras nacidas a partir del 1 de enero de 2007 serán elegibles para competir en el torneo. 
Tres equipos deberán clasificarse de este torneo para la Copa Mundial Femenina de Fútbol Sub-17 de 2024 en República Dominicana como representantes de la CAF.

## Sistema
Un total de 25 (de 54) equipos nacionales miembros de la CAF ingresaron a las rondas de clasificación. El sorteo se realizó el 8 de junio de 2023 en la sede de CAF en El Cairo, Egipto. Los procedimientos del sorteo fueron los siguientes: 
- En la primera ronda, los 2 equipos peor clasificados jugarán entre sí:
- Mauricio
- República Centroafricana
- En la segunda ronda, el ganador de la primera ronda jugará contra el equipo mejor clasificado  Nigeria. Los otros 22 equipos que no participaron de la primera ronda y quedaron libres fueron distribuidos en once parejas.
- En la tercera ronda, los doce ganadores de la segunda ronda se distribuyeron en seis series según los números de emparejamientos de la segunda ronda.
- En la cuarta ronda, los seis ganadores de la tercera ronda se asignaron a tres series según los números de emparejamientos de la tercera ronda.

## Formato
Las eliminatorias de clasificación se juegan a partidos de ida y vuelta. Si el resultado global está empatado después del partido de vuelta, se aplica la regla del gol de visitante y, si sigue empatado, se utiliza la tanda de penaltis (sin tiempo extra) para determinar el ganador.

## Calendario
El calendario de las rondas de clasificación es el siguiente.
| Ronda         | Etapa  | Fecha                      |
| ------------- | ------ | -------------------------- |
| Primera Ronda | Ida    | 8–10 de diciembre de 2023  |
| Primera Ronda | Vuelta | 15–17 de diciembre de 2023 |
| Segund Ronda  | Ida    | 2–4 de febrero de 2024     |
| Segund Ronda  | Vuelta | 9–11 de febrero de 2024    |
| Tercera Ronda | Ida    | 10–12 de mayo de 2024      |
| Tercera Ronda | Vuelta | 17–19 de mayo de 2024      |
| Cuarta Ronda  | Ida    | 7–9 de junio de 2024       |
| Cuarta Ronda  | Vuelta | 14–16 de junio de 2024     |

## Primera Ronda
| Equipo 1                 | Agr. | Equipo 2                 | Ida | Vuelta |
| ------------------------ | ---- | ------------------------ | --- | ------ |
| República Centroafricana | w/o  | Mauricio                 | –   | –      |
| Mauricio                 | w/o  | República Centroafricana | –   | –      |

### República Centroafricana vs Mauricio
| diciembre de 2023 | República Centroafricana | cancelado | Mauricio |  |  |

| diciembre de 2023 | Mauricio | cancelado | República Centroafricana |  |  |

La República Centroafricana ganó por walkover y avanzó a la segunda ronda después de que Mauricio se retirara antes del partido de ida.

## Segunda ronda
| Equipo 1                        | Agr.           | Equipo 2          | Ida    | Vuelta |
| ------------------------------- | -------------- | ----------------- | ------ | ------ |
| República Centroafricana        | 0 – 12         | Nigeria           | 0 – 6  | 0 – 6  |
| Yibuti                          | w/o            | Guinea Ecuatorial | –      | –      |
| Etiopía                         | 3 – 0          | Sudáfrica         | 3 – 0  | 0 – 0  |
| Zambia                          | 5 – 1          | Tanzania          | 5 – 0  | 0 – 1  |
| Níger                           | 0 – 22         | Marruecos         | 0 – 11 | 0 – 11 |
| Libia                           | w/o            | Senegal           | –      | –      |
| Burkina Faso                    | 6 – 2          | Guinea            | 4 – 1  | 2 – 1  |
| Burundi                         | 6 – 1          | Botsuana          | 4 – 1  | 2 – 0  |
| República Democrática del Congo | w/o            | Kenia             | –      | –      |
| Uganda                          | 4 – 2          | Camerún           | 1 – 1  | 3 – 1  |
| Benín                           | 2 – 2 (7:8 p.) | Argelia           | 2 – 0  | 0 – 2  |
| Liberia                         | w/o            | Malí              | –      | –      |

### República Centroafricana vs Nigeria
| 4 de febrero de 2024, 15:00 UTC+01:00 | República Centroafricana | 0:6     | Nigeria                                                       | Stade de la Reunificación, Douala, Camerún, |  |
|                                       |                          | Reporte | - Chidi 5', 42' - Nwachukwu 39' - Moshood 45', 72' - Etim 57' |                                             |  |

| 10 de febrero de 2024 | Nigeria                                                 | 6:0     | República Centroafricana | Estadio Nacional de Abuya, Abuya, |  |
|                       | - Chidi 2', 13', 90+3' - Ojiyovwi 36' - Ramota 55', 85' | Reporte |                          |                                   |  |

### Yibuti vs Guinea Ecuatorial
| febrero de 2024 | Yibuti | cancelado | Guinea Ecuatorial | [[]], [[]], |  |

| febrero de 2024 | Guinea Ecuatorial | cancelado | Yibuti | [[]], [[]], |  |

Yibuti ganó por walkover y avanzó a la tercera ronda después de que Guinea Ecuatorial se retirara antes del partido de ida.

### Etiopía vs Sudáfrica
| 4 de febrero de 2024, 15:00 UTC+03:00 | Etiopía                        | 3:0     | Sudáfrica | Estadio Abebe Bikila, Adís Abeba, Etiopía, |  |
|                                       | - Tefsaye 10' - Kassu 19', 72' | Reporte |           |                                            |  |

| 10 de febrero de 2024 | Sudáfrica | 0:0     | Etiopía | Estadio Lucas Moripe, Pretoria, |  |
|                       |           | Reporte |         |                                 |  |

### Zambia vs Tanzania
| 3 de febrero de 2024, 15:00 UTC+02:00 | Zambia                                                          | 5:0     | Tanzania | Nkoloma Stadium, Lusaka, |  |
|                                       | - Mwanza 23' - B. Zulu 27', 45+2' - Chileshe 75' - Muwowo 90+2' | Reporte |          |                          |  |

| 11 de febrero de 2024, 19:00 UTC+03:00 | Tanzania | 1:0     | Zambia | Azam Complex Stadium, Dar es Salaam, |  |
|                                        | Juma 2'  | Reporte |        |                                      |  |

### Níger vs Marruecos
| 5 de febrero de 2024, 17:00 UTC+01:00 | Níger | 0:11    | Marruecos | Stade Municipal de Berkane, Berkane, |  |
|                                       |       | Reporte | - Benthari 19' - Senhaji 26' - El Ghazouani 31' - Mokhtari Jamaï 32', 34', 45+3', 46', 90+5' - Aboucharif 51' - Bouhouch 55' - Dofry 90' |                                      |  |

| 9 de febrero de 2024, 17:00 UTC+01:00 | Marruecos | 11:0    | Níger | Stade Municipal de Berkane, Berkane, |  |
|                                       | - Layachi 3' - El Mesmoudi 8' - Kallouch 23', 80' - Boushaba 29', 66', 68' - Ihssan 36' - Erremli 45' - Djibou 56' (a.g.) - Mokhtar Jamaï 78' | Reporte |       |                                      |  |

### Libia vs Senegal
| febrero de 2024 | Libia | cancelado | Senegal | [[]], [[]], |  |

| febrero de 2024 | Senegal | cancelado | Libia | [[]], [[]], |  |

Senegal ganó por walkover y avanzó a la tercera ronda después de que Libia se retirara antes del partido de ida.

### Burkina Faso vs Guinea
| 4 de febrero de 2024, 16:00 UTC+00:00 | Burkina Faso                     | 4:1     | Guinea   | Estadio del 26 de Marzo, Bamako, |  |
|                                       | - Kouanda ??', ??', ??' - Gloria | Reporte | Nabe ??' |                                  |  |

| 9 de febrero de 2024, 16:00 UTC+00:00 | Guinea        | 1:2     | Burkina Faso                | Estadio del 26 de Marzo, Bamako, |  |
|                                       | D. Camara 42' | Reporte | - Kouanda ??' - Rouamba ??' |                                  |  |

### Burundi vs Botsuana
| 6 de febrero de 2024, 15:00 UTC+02:00 | Burundi                                 | 4:1     | Botsuana     | Estadio Nacional de Botsuana, Gaborone, |  |
|                                       | - Habonimana ??' - Nzoyikorera ??', ??' | Reporte | - Gloris ??' |                                         |  |

| 9 de febrero de 2024, 15:00 UTC+02:00 | Botsuana | 0:2     | Burundi | Estadio Nacional de Botsuana, Gaborone, |  |
|                                       |          | Reporte |         |                                         |  |

### República Democrática del Congo vs Kenia
| febrero de 2024 | República Democrática del Congo | cancelado | Kenia | [[]], [[]], |  |

| febrero de 2024 | Kenia | cancelado | República Democrática del Congo | [[]], [[]], |  |

Kenia ganó por walkover y avanzó a la tercera ronda después de que República Democrática del Congo se retirara antes del partido de ida.

### Uganda vs Camerún
| 3 de febrero de 2024, 16:00 UTC+03:00 | Uganda          | 1:1     | Camerún        | St. Mary's Stadium-Kitende, Entebbe, |  |
|                                       | - Nabukenya 34' | Reporte | - Heutchou 50' |                                      |  |

| 9 de febrero de 2024, 15:00 UTC+01:00 | Camerún        | 1:3     | Uganda                                        | Stade de Ngoa-Ekellé, Yaundé, |  |
|                                       | - Lemana 90+2' | Reporte | - Kabene 23' - Nangendo 26' - Nabukenya 90+5' |                               |  |

### Benín vs Argelia
| 4 de febrero de 2024, 14:00 UTC+01:00 | Benín                             | 2:0     | Argelia | Stade de l'Amitié, Cotonú, |  |
|                                       | - Honfo 48' - Toudonou 83' (pen.) | Reporte |         |                            |  |

| 9 de febrero de 2024, 17:00 UTC+01:00 | Argelia                         | 2:0 (8:7 p.) | Benín | Estadio 5 de julio de 1962, Algiers, |  |
|                                       | - Aït El Kadi 64' - Rebbahi 74' | Reporte      |       |                                      |  |

### Liberia vs Malí
| febrero de 2024 | Liberia | cancelado | Malí |  |  |

| febrero de 2024 | Malí | cancelado | Liberia |  |  |

Liberia ganó por walkover y avanzó a la tercera ronda después de que Malí se retirara antes del partido de ida.

## Tercera Ronda
| Equipo 1     | Agr.       | Equipo 2 | Ida    | Vuelta |
| ------------ | ---------- | -------- | ------ | ------ |
| Yibuti       | 0 – 25     | Burundi  | 0 – 18 | 0 – 7  |
| Etiopía      | 0 – 3      | Kenia    | 0 – 0  | 0 – 3  |
| Zambia       | 2 – 1      | Uganda   | 2 – 0  | 0 – 1  |
| Marruecos    | 8 – 0      | Argelia  | 4 – 0  | 4 – 0  |
| Senegal      | 3 – 3 (v.) | Liberia  | 3 – 1  | 0 – 2  |
| Burkina Faso | 1 – 7      | Nigeria  | 1 – 1  | 0 – 6  |

### Yibuti vs Burundi
| 12 de mayo de 2024 14:00 UTC+03:00 | Yibuti | 0:18    | Burundi | Abebe Bikila Stadium, Addis Ababa (Etiopía), |  |
|                                    |        | Reporte | - Nzoyikorera 1', 11', 34', 45', 48', 72' - Akimana 3', 68' - Habonimana 7', 52', 57', 66', 70', 82', 86' - Nibogora 15' - Majura 61' - Kamikazi 90+7' |                                              |  |

| 15 de mayo de 2024 14:00 UTC+03:00 | Burundi                                      | 7:0     | Yibuti | Abebe Bikila Stadium, Addis Ababa (Etiopía), |  |
|                                    | - D. Nzoyikorera 1', 11', 34', 45', 48', 72' | Reporte |        |                                              |  |

### Etiopía vs Kenia
| 10 de mayo de 2024, 15:00 UTC+03:00 | Etiopía | 0:0     | Kenia | Abebe Bikila Stadium, Addis Ababa, |  |
|                                     |         | Reporte |       |                                    |  |

| 19 de mayo de 2024, 15:00 UTC+03:00 | Kenia                                 | 3:0     | Etiopía | Nyayo National Stadium, Nairobi, |  |
|                                     | - Ochakaa 44' - Awuor 55' - Faith 70' | Reporte |         |                                  |  |

### Zambia vs Uganda
| 12 de mayo de 2024 12:30 UTC+02:00 | Zambia                     | 2:0     | Uganda | Estadio Nacional Nyayo, Lusaka, |  |
|                                    | - Chileshe 2' - Mukoma 70' | Reporte |        |                                 |  |

| 17 de mayo de 2024 | Uganda       | 1:0     | Zambia | St. Mary's Stadium-Kitende, Entebbe, |  |
|                    | - Kabene 73' | Reporte |        |                                      |  |

### Marruecos vs Argelia
| 10 de mayo de 2024, 20:00 UTC+01:00 | Marruecos                                                        | 4:0     | Argelia | Estadio Municipal de Berkane, Berkane, |  |
|                                     | - Aboucharif 32' - Ihssan 41' - Bentahri 50' - Sehoul 58' (a.g.) | Reporte |         |                                        |  |

| 17 de mayo de 2024, 17:30 UTC+01:00 | Argelia | 0:4     | Marruecos                                            | Salem Mabrouki Stadium, Algiers, |  |
|                                     |         | Reporte | - Boughazi 6' - Mokhtar Jamaï 62', 79' - Haizoun 76' |                                  |  |

### Senegal vs Liberia
| 11 de mayo de 2024 17:00 UTC+00:00 | Senegal                    | 3:1     | Liberia              | Stade Lat-Dior, Thiès, |  |
|                                    | - Sarr 17', 24' - Faty 50' | Reporte | - Brown 90+3' (pen.) |                        |  |

| 19 de mayo de 2024 16:00 UTC+00:00 | Liberia                  | 2:0     | Senegal | Samuel Kanyon Doe Sports Complex, Monrovia, |  |
|                                    | - Brown 45+3' - Glao 54' | Reporte |         |                                             |  |

### Burkina Faso vs Nigeria
| 11 de mayo de 2024 16:00 UTC+00:00 | Burkina Faso | 1:1     | Nigeria     | Stade du 26 Mars, Bamako (Mali), |  |
|                                    | - Oubda 85'  | Reporte | - Chidi 55' |                                  |  |

| 18 de mayo de 2024 | Nigeria                                               | 6:0     | Burkina Faso | Moshood Abiola National Stadium, Abuya, |  |
|                    | - Chidi 11', 74', 86' - Effiong 34', 90' - Kareem 84' | Reporte |              |                                         |  |

## Cuarta Ronda
| Equipo 1 | Agr.  | Equipo 2  | Ida   | Vuelta |
| -------- | ----- | --------- | ----- | ------ |
| Burundi  | 0 – 5 | Kenia     | 0 – 3 | 0 – 2  |
| Zambia   | 3 – 1 | Marruecos | 3 – 1 | 0 – 0  |
| Liberia  | 1 – 6 | Nigeria   | 1 – 4 | 0 – 2  |

### Burundi vs Kenia
| 9 de junio de 2024, 15:00 UTC+03:00 | Burundi | 0:3     | Kenia                                 | Abebe Bikila Stadium, Addis Ababa (Etiopía), |  |
|                                     |         | Reporte | - Faith 11' - Serenge 43' - Akoth 71' |                                              |  |

| 16 de junio de 2024, 15:00 UTC+03:00 | Kenia                      | 2:0     | Burundi | Ulinzi Sports Complex, Nairobi, |  |
|                                      | - Serenge 17' - Nekesa 21' | Reporte |         |                                 |  |

### Zambia vs Marruecos
| 8 de junio de 2024, 15:00 UTC+02:00 | Zambia                   | 3:1     | Marruecos   | Nkoloma Stadium, Lusaka,    |                             |
|                                     | - Chileshe 12', 25', 81' | Reporte | - Azraf 37' | Árbitra: Joselyne Nsabimana | Árbitra: Joselyne Nsabimana |

| 15 de junio de 2024, 21:00 UTC+01:00 | Marruecos | 0:0     | Zambia | Estadio Municipal de Berkane, Berkane, |                           |
|                                      |           | Reporte |        | Árbitra: Shamirah Nabadda              | Árbitra: Shamirah Nabadda |

### Liberia vs Nigeria
| 9 de junio de 2024, 16:00 UTC+00:00 | Liberia        | 1:4     | Nigeria                                                | Samuel Kanyon Doe Sports Complex, Monrovia, |  |
|                                     | - Gwaikolo 87' | Reporte | - Moshood 19' - Effiong 29' - Chidi 36' - Ifitezue 74' |                                             |  |

| 14 de junio de 2024, 16:00 UTC+01:00 | Nigeria         | 2:0     | Liberia | Estadio Nacional de Abuya, Abuya, |  |
|                                      | - Chidi 3', 64' | Reporte |         |                                   |  |

## Clasificadas aCopa Mundial Femenina de Fútbol Sub-17 de 2024
Los siguientes tres equipos de la CAF se clasificaron para la Copa Mundial Femenina de Fútbol Sub-17 de 2024.
| Bandera de Nigeria | Bandera de Zambia | Bandera de Kenia |
| Nigeria            | Zambia            | Kenia            |
| ------------------ | ----------------- | ---------------- |